# Élisa Bourreau
Pour les articles homonymes, voir Bourreau (homonymie).
Élisa Bourreau est une comédienne et directrice artistique française, notamment active dans le doublage. 
Elle est la voix régulière de Shiri Appleby et Jackie Sandler.

## Filmographie sélective

### Longs métrages
- L'Épicerie de Marina de Van
- Le Rat de Nicolas Bonilauri

### Courts métrages
- Louis de S. et F. Ghelfi
- La Fillette de l'étang de Jérémie Imbert
- Rage de J.-C. Medina
- L'Oie aux plumes d'or de Ph. van de Walle
- Un chant mélancolique de Ph. van de Walle
- Trinidad de J.-C. Medina
- Labyrinthe de Justine Gasquet
- Anna de Mathilde Germi

## Doublage (liste sélective)

### Cinéma

#### Films
- Jackie Sandler dans :
  - The Do-Over (2016) : Joan
  - Sandy Wexler (2017) : Amy
  - Father of the Year (2018) : Krystell
  - Mariage à Long Island (2018) : Lisa
  - The Last Summer (2019) : Tracey
  - Home Team (2022) : Beth
  - Tu peux oublier ma bat-mitsva ! (en) (2023) : Gabi Rodriguez-Katz

- 2000 : Rédemption : Hope Burn (Sarah Polley)
- 2002 : Swimfan, la fille de la piscine : Amy Miller (Shiri Appleby)
- 2012 : Sans issue : Dara (Emma Hamilton)
- 2015 : Jurassic World : Zara Young (Katie McGrath)
- 2017 : Alien: Covenant : Rosenthal (Tess Haubrich)

#### Films d'animation
- 2010 : Toy Story 3 : voix additionnelles
- 2022 : Scrooge : Un (mé)chant de Noël : voix additionnelles

### Télévision

#### Téléfilms
- Shiri Appleby dans :
  - Le Frisson du crime (2006) : Kelly Holden
  - Dans ses rêves (2005) : Abby Morrison
  - Lumière noire (2004) : Lilith / Elle
  - Ma recette pour l'amour (en) (2005) : Gina Prestolani

- Viva Bianca dans :
  - Contagious - Panique à Rock Island (2011) : Paige
  - Un prince pour Noël (2015) : Emma

- 2007 : À la conquête de Mars (en) : Lucia Alarcon (Claudia Ferri)
- 2012 : L'Intouchable Drew Peterson : Stacy Peterson (Kaley Cuoco)
- 2013 : Un homme trop parfait : Riley Parks (Carrie Wiita)
- 2019 : Abandonnée à 13 ans (en) : Annie McClay (Lauren Cochrane)
- 2019 : La mariée a disparu : Mika (Briana Cap)
- 2019 : Douze chiots pour Noël : Erin (Charlotte Sullivan)

#### Séries télévisées
- Shiri Appleby dans :
  - Roswell (1999-2002) : Liz Parker (61 épisodes)
  - Six Degrees (2006-2007) : Anya (6 épisodes)
  - Royal Pains (2011) : Stella (saison 3, épisode 3)
  - New York, unité spéciale (2013) : l'officier Amelia Albers (saison 15, épisode 8)
  - Elementary (2014) : Dalit Zirin (saison 2, épisode 18)

- Melissa Ponzio dans :
  - The Walking Dead (2013) : Karen (7 épisodes)
  - Chicago Fire (2014-2021) : Donna Robbins (32 épisodes)

- Sian Clifford dans :
  - Fleabag (2016-2019) : Claire (12 épisodes)
  - Unstable (2023) : Anna (8 épisodes)

- 2000-2008 : Ma tribu : Brigitte McKay (Daisy Donovan) et Abi Harper (Siobhan Hayes) (57 épisodes)
- 2007-2009 : Grey's Anatomy : Laura, l'interne (Candice Afia) (19 épisodes)
- 2010-2022 : NCIS : Enquêtes spéciales : Breena Slater-Palmer (Michelle Pierce) (7 épisodes)
- Spartacus : Le Sang des gladiateurs : Ilithyia  (Viva Bianca)
- Six Feet Under : Mary (Jennifer Elise Cox)
- Les Allumeuses : Stella (Simone Hanselmann)
- Touche pas à mes filles : Jenna Sharpe (Nikki Danielle Moore)
- SMS, des rêves plein la tête : Anabel (Ana Sanchez)
- The Event : Eva (Ashleigh Sumner)
- Desperate Housewives : Rebecca Shepard (Jennifer Dundas)
- Line of Fire : Bambi (Sarah Thompson)
- Century City : Voxy  (Shannon Walker)
- Revenge : Grace (Maggie Mae Reid)
- Sam et Cat : Coco Wexler (Jessica Chaffin (en))
- You're the Worst : Dorothy Durwood (Collette Wolfe)
- Eyewitness : Sita Petronelli (Amanda Brugel)
- 2020 : Jeffrey Epstein : argent, pouvoir et perversion : elle-même (Michelle Licata) (mini-série)
- 2021-2022 : Nancy Drew : Temperance Hudson (Bo Martynowska) (5 épisodes) et Charity Hudson Dow (Olivia Taylor Dudley) (saison 3)
- depuis 2021 : Joe Pickett (en) : Sadie Pickett (Cassie Dzienny)
- 2022 : Blockbuster (en) : Hannah Hadman (Madeleine Arthur)
- 2022 : SkyMed : Nora (Jennifer Dzialoszynski)
- 2022 : L'École de gym : Une seconde chance : la mère de Li [Qui ?]
- 2022-2023 : Heartstopper : Yan Xu (Momo Yeung) (4 épisodes)
- 2023 : Wolf Pack : la ranger Prisha Ahmad (Hollie Bahar)
- 2025 : Cassandra : Mme Mehlis (Ruzica Hajdari)
- 2025 : Les Lettres du passé (sv) : Fatma Ayar (İpek Türktan (tr))

#### Séries d'animation
- Cool Attitude : les sœurs Gross / Nubia
- Fish'n'Chips : Câline / Tiffany
- Marsupilami Houba ! Houba ! Hop ! : Aildedinde
- The Pinky and Perky Show (en) : Kitty (2008)
- Le Sortilège des trois lutins (sh) (1980)
- 2023 : Gamera : Régénération : la mère de Boco
- 2023 : The Ancient Magus Bride : Sigrid
- 2023-2024 : Star Wars: The Bad Batch : Dr Scalder (2e voix, saisons 2 et 3)

### Jeux vidéo
- 2015 : Star Wars Battlefront : voix additionnelles
- 2017 : Star Wars Battlefront II : voix additionnelles
- 2022 : Puy du Fou : La Quête d'Excalibur : Mère, Morgane, Sibèle et la prisonnière gauloise
- 2022 : Need for Speed Unbound : Maya
- 2023 : Final Fantasy XVI : ?
- 2023 : Starfield : ?
- 2023 : Avatar: Frontiers of Pandora : ?
- 2024 : Star Wars Outlaws : ?

### Direction artistique

#### Films
- 2022 : Heart Shot (court métrage)
- 2022 : Diorama (sv)
- 2023 : Rodeio Rock (pt)

#### Films d'animation
- 2020 : StarBeam : Il faut sauver Halloween (court métrage)

#### Séries télévisées
- 2022 : À moi la nuit, toi le jour (avec Dominique Wagner)
- 2023 : La primera vez
- 2024 : Derrière la façade (en)
- 2025 : Apple Cider Vinegar

#### Séries d'animation
- depuis 2020 : StarBeam (en)
- 2022 : Exception (en)
- 2022-2024 : Big Nate
- 2023 : Gamera : Régénération (en)

#### Télé-réalités
- 2016-2017 : Ghost Brothers (en)
- 2023 : À l'épreuve du diable (en)